# ویلفرد اندیدی
اونینیه ویلفرد اندیدی (انگلیسی: Onyinye Wilfred Ndidi؛ زادهٔ ۱۶ دسامبر ۱۹۹۶) بازیکن فوتبال اهل نیجریه است که برای لستر سیتی بازی می‌کند.
از باشگاه‌هایی که در آن بازی کرده‌است می‌توان به خنک و لستر سیتی اشاره کرد.
وی همچنین در تیم ملی فوتبال نیجریه بازی کرده‌است.